# 南桥乡
南桥乡，中华人民共和国湖南省岳阳市平江县下属的一个镇，位于平江县东部。

## 建制沿革
- 1958年，设南桥公社；
- 1984年，改置南桥乡。

## 行政区划
南桥乡下辖13个行政村：
- 新庆村、大屋村、双田村、清坪村、南坑村、和丰村、富强村、陕坑村、茶叶村、田坪村、金埂村、永联村、汤段村